# Kościół Ducha Świętego w Kadzidle
Kościół pw. Ducha Świętego w Kadzidle – rzymskokatolicki kościół parafialny należący do dekanatu Kadzidło diecezji łomżyńskiej.

## Historia
Murowana świątynia została wzniesiona w Kadzidle w latach 1881–1886 staraniem ks. Konstantego Rejchla i konsekrowana 26 maja 1887 roku przez biskupa Henryka Piotra Kossowskiego.
W 1997 roku wykonano nową elewację kościoła. W latach 1999–2004 przeprowadzono remont świątyni, w trakcie którego m.in. oczyszczono malowidła, wykonano granitową posadzkę, zainstalowano ogrzewanie elektryczne, ołtarz soborowy, a także oświetlenie kościoła na zewnątrz. W latach 2000–2009 zajęto się renowacją wnętrza. W 2015 odnowiono i wzmocniono elewację. W 2018 przeprowadzono remont ściany frontowej. W 2020 renowacji poddano ogrodzenie cmentarza przykościelnego wystawione w końcu XIX wieku. Parafia otrzymała środki finansowe od Starostwa Powiatowego w Ostrołęce.

## Architektura
Kościół został wzniesiony w stylu neobarokowym, z cegły, otynkowany. Wymiary kościoła to 60 m długości, 22 m szerokości i 17 m wysokości do sklepienia. Bryła kościoła została wzniesiona na planie krzyża łacińskiego z nawami bocznymi. Między wieżami kościoła znajduje się figura błogosławiącego Chrystusa wykonana przez Teodora Rygiera. Do 1914 nad wejściem do kościoła umieszczona była figura Matki Boskiej wykonana przez rzeźbiarza Teodora Gundelacha. Obecnie w tym miejscu znajduje się witraż. W trakcie I wojny światowej zniszczeniu uległy wieże kościoła, które Rosjanie wysadzili za pomocą dynamitu. Nie zostały odbudowane w pierwotnej formie.

## Wnętrze
W kościele znajduje się pięć ołtarzy: główny, dwa w nawach bocznych i dwa w kaplicach.
Barokowy ołtarz główny z XVIII wieku pochodzi z bazyliki św. Anny w Kodniu koło Białej Podlaskiej, z której został sprowadzony po roku 1866. Ma po trzy kolumny w dolnej kondygnacji i po dwie w zwieńczeniu. W niszach części bocznej stoją rzeźby św. Mikołaja i św. Kazimierza, a w zwieńczeniu rzeźby św. Wojciecha i św. Stanisława biskupa. Głównym obrazem ołtarzowym jest wizerunek Matki Boskiej Częstochowskiej z 1901 roku, który jest zasłaniany obrazem Matki Boskiej Anielskiej z 1904 roku. W zwieńczeniu ołtarza umieszczono przedstawienie Świętej Trójcy z początku XX wieku.
Ołtarze w kaplicach pochodzą z XVIII wieku, a w nawach z XIX wieku. W lewej nawie znajduje się krucyfiks z figurami Matki Boskiej i św. Jana, w nawie prawej – wizerunek malarski św. Stanisława Kostki zasuwany obrazem św. Franciszka z Asyżu. W ołtarzu kaplicy usytuowanej po lewej stronie nawy umieszczono obraz Matki Boskiej Nieustającej Pomocy, który zasłaniany jest obrazem św. Pawła Pustelnika. W zwieńczeniu ołtarza znajduje się przedstawienie św. Rocha. W kaplicy po prawej stronie znajdują się trzy obrazy: Jezusa Miłosiernego z 2003 roku zasuwany obrazem św. Józefa, a św. Izydora w zwieńczeniu ołtarza.
Wyposażenie świątyni stanowią dwie kropielnice wykonane z muszli z Morza Adriatyckiego, podarowane świątyni przez hrabiego Ludwika Józefa Krasińskiego, który w 1886 r. zorganizował w Kadzidle warsztaty, na których miejscowa ludność wyrabiała guziki z rogu, kości i masy perłowej. 
Organy wykonał kurpiowski rzeźbiarz Andrzej Kaczyński.
W kościele znajdują się: ambona z 1886 roku, chrzcielnica z drugiej połowy XIX wieku, granitowa kropielnica z 1891 roku, dwa kielichy i 19 feretronów z XVIII wieku oraz monstrancja z połowy XIX wieku.

## Galeria

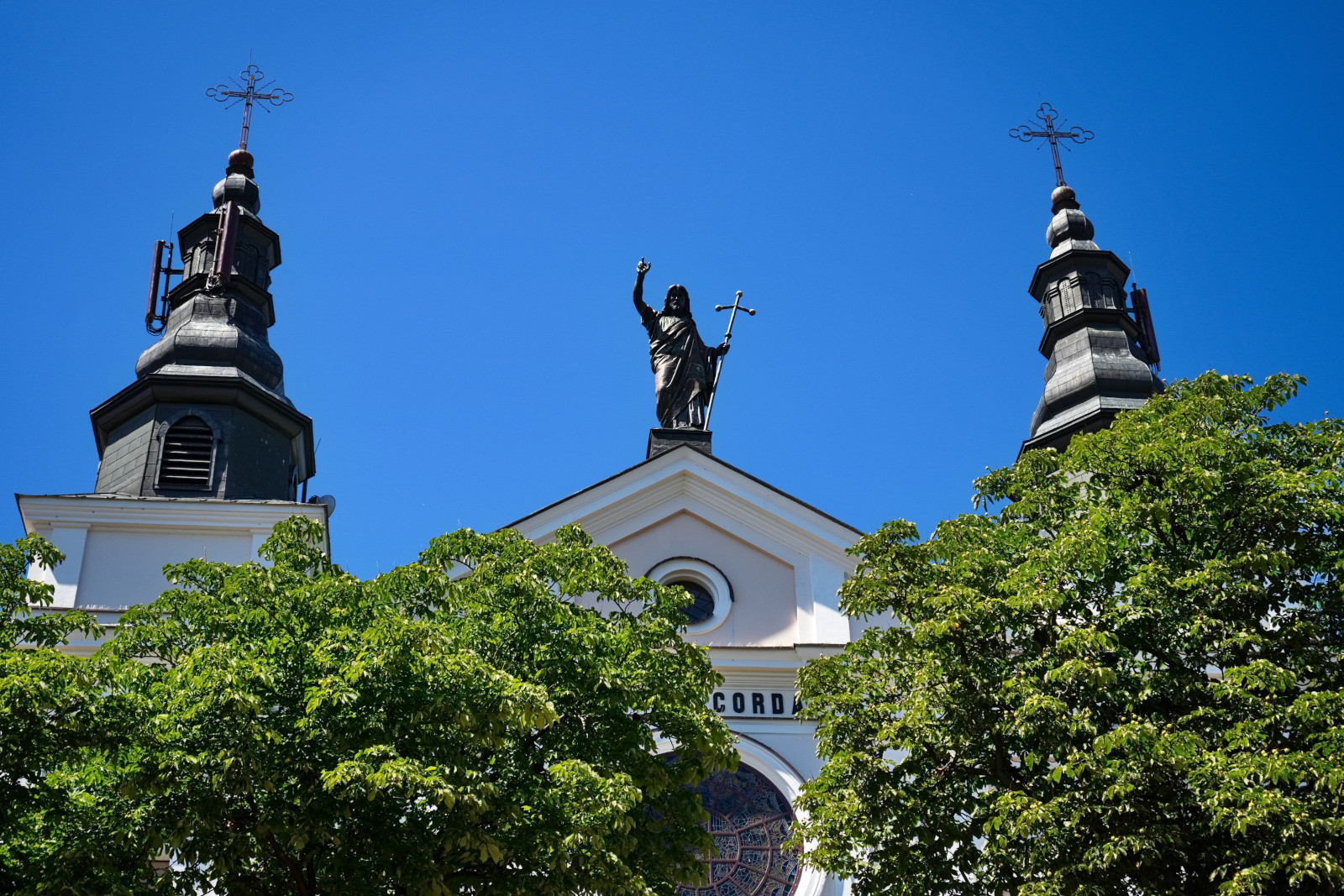
Wieże
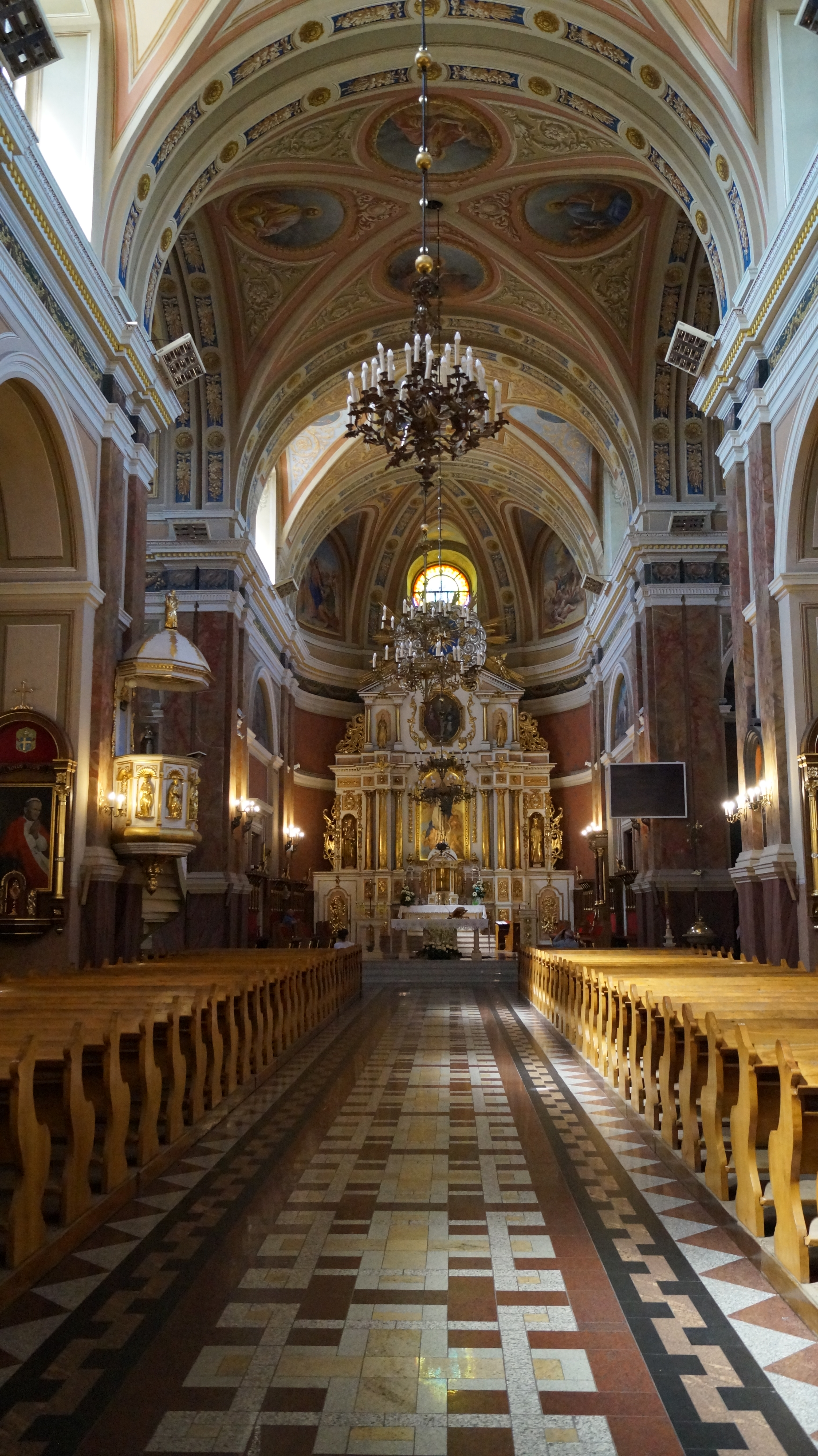
Wnętrze kościoła
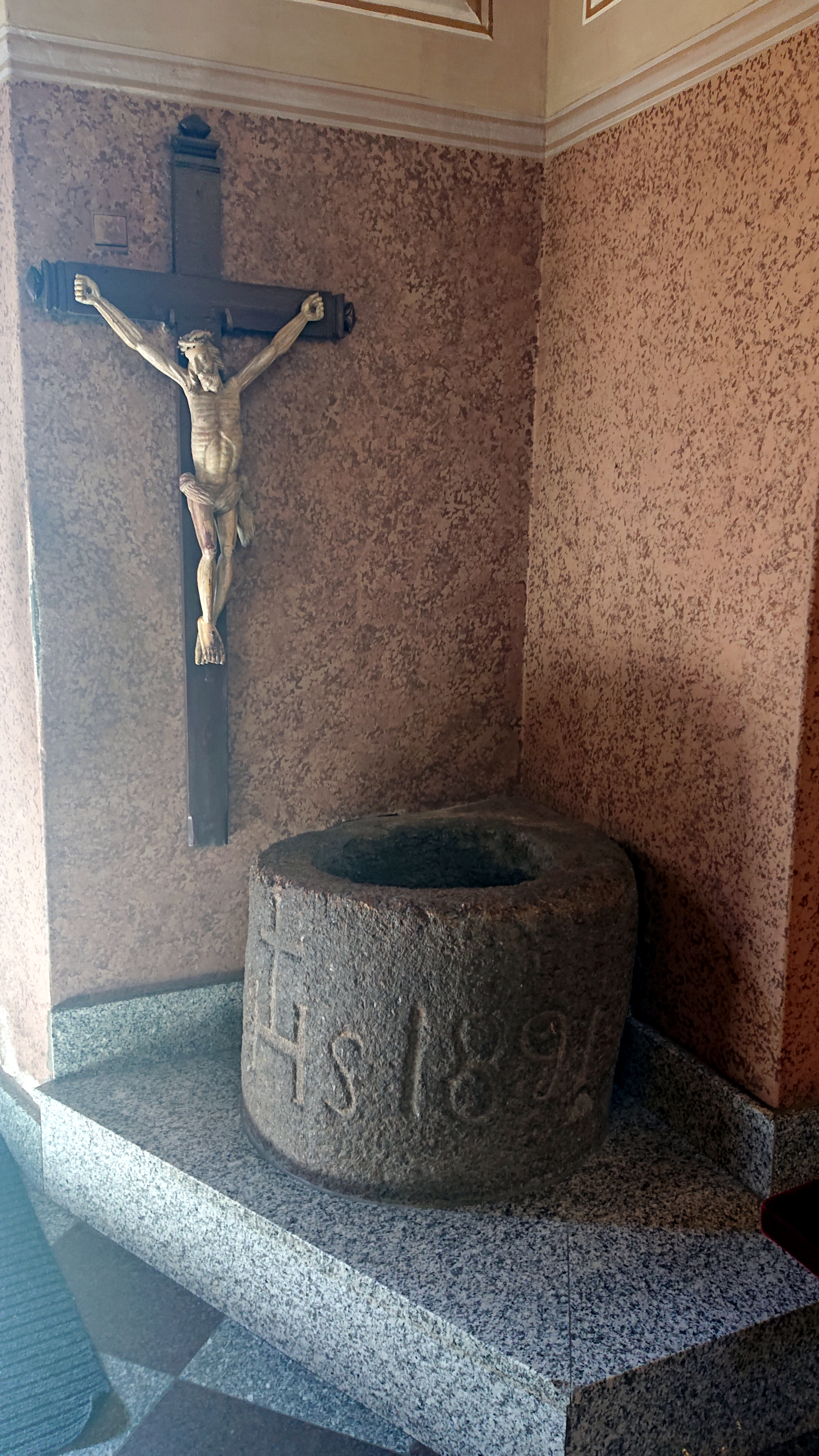
Aspersorium z 1891
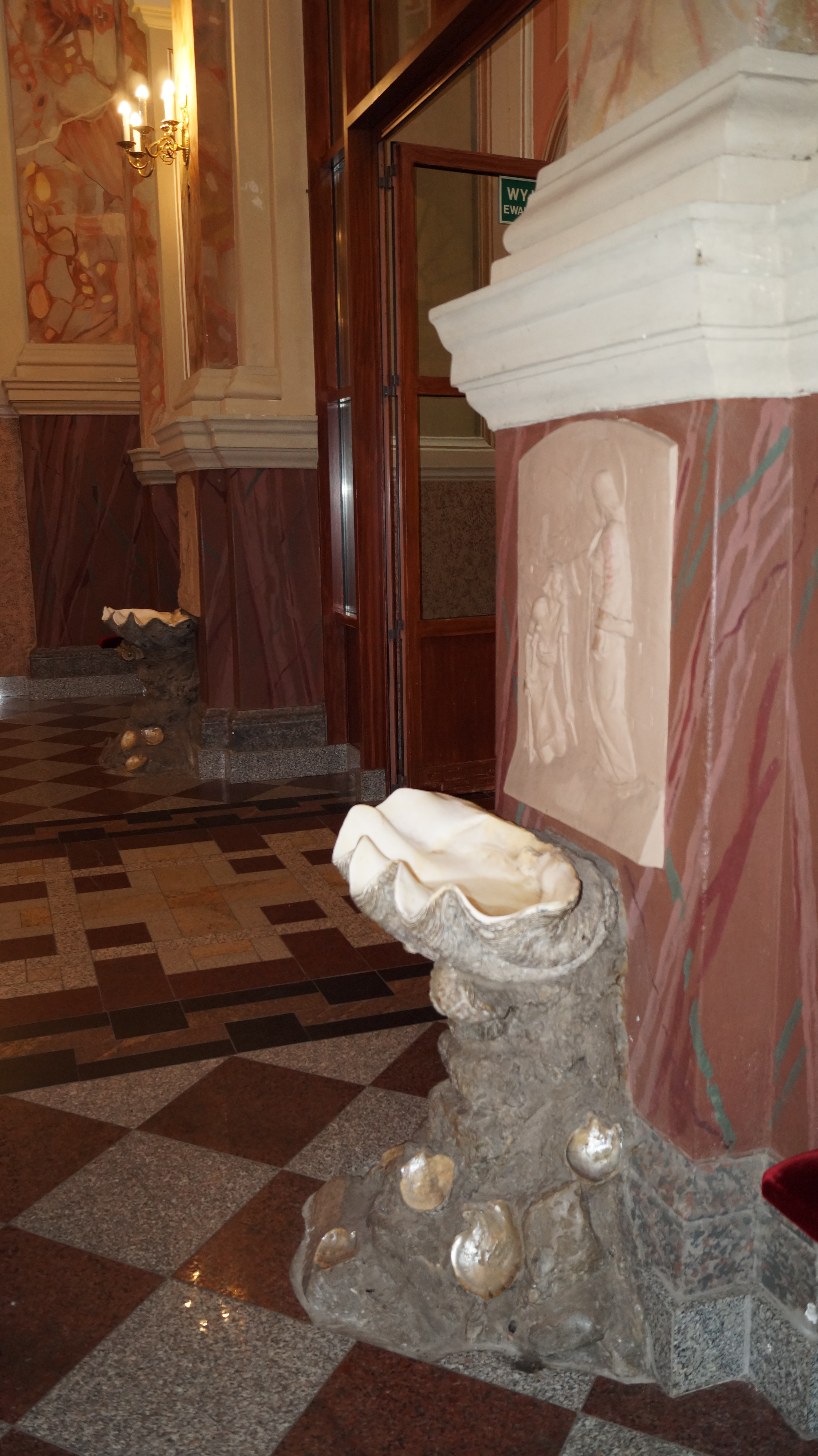
Kropielnice
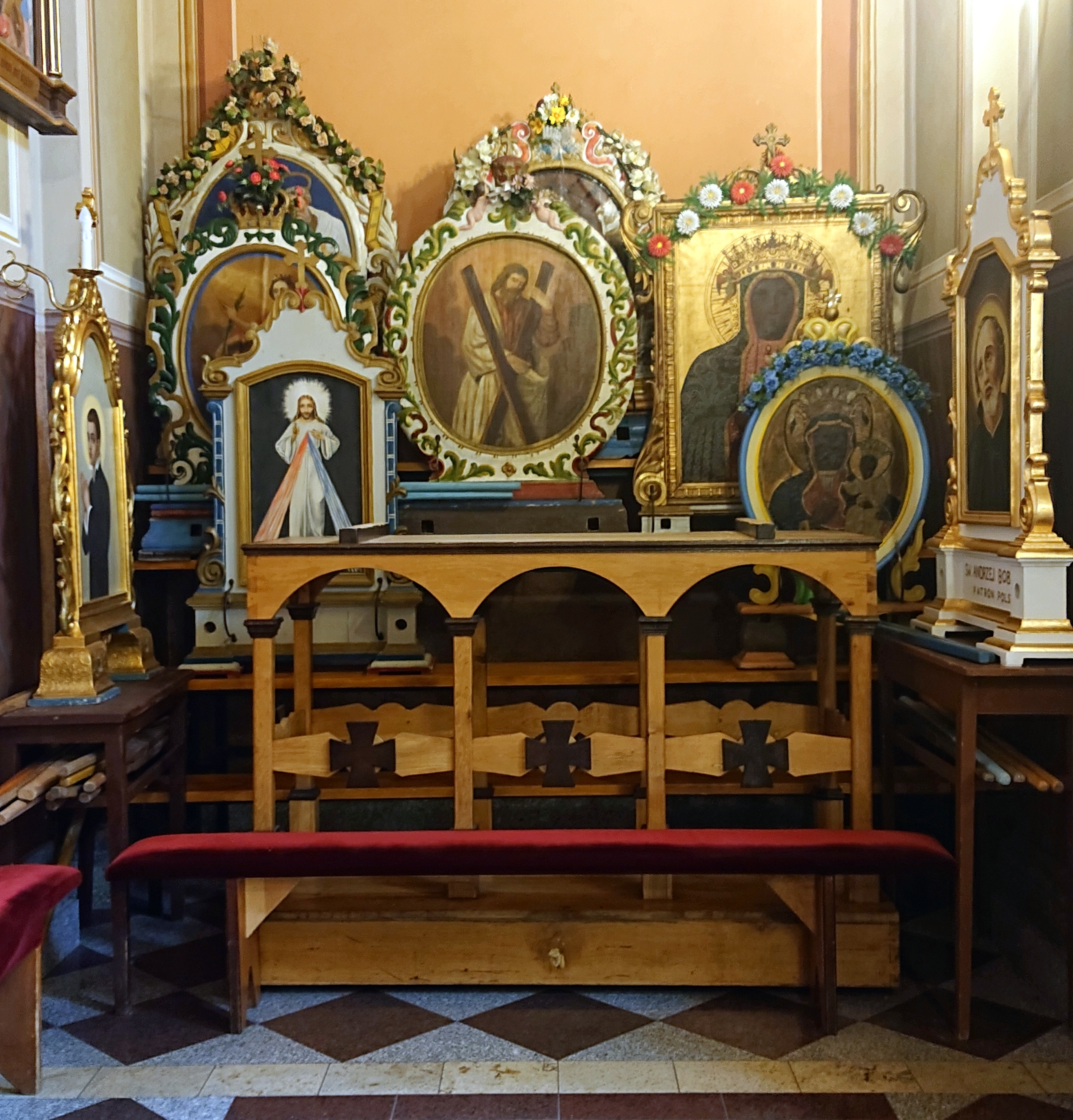
Feretrony
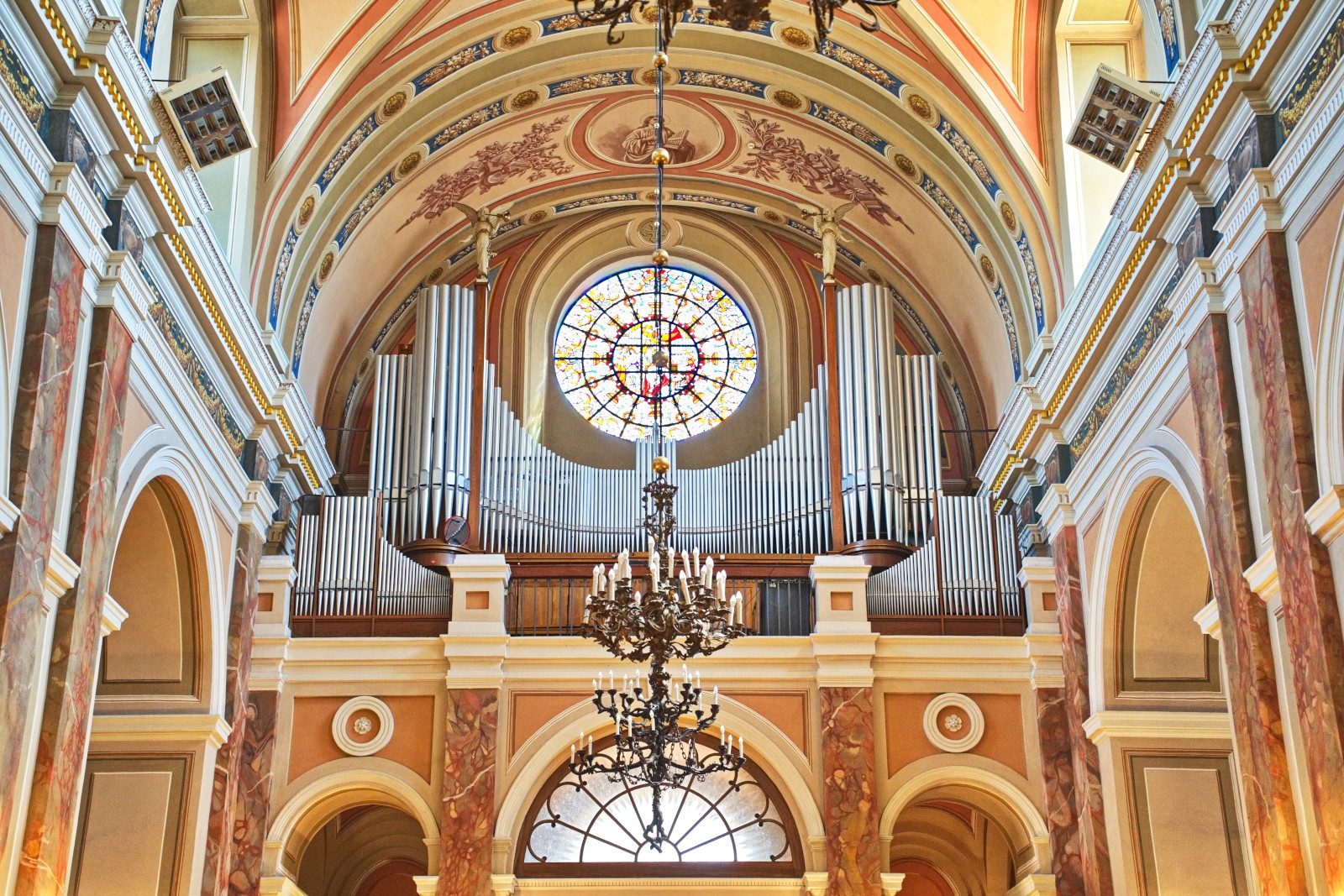
Organy
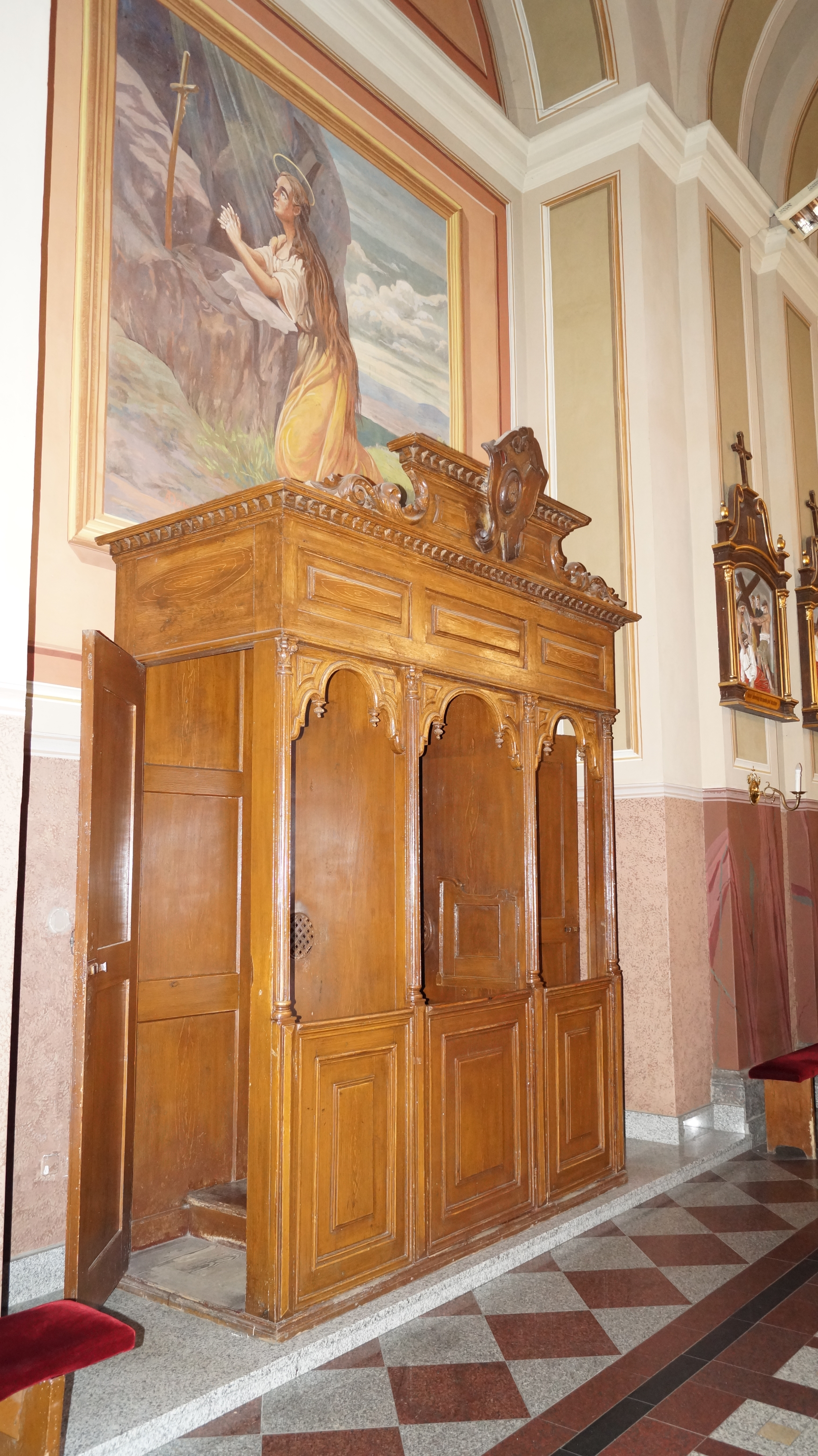
Konfesjonał
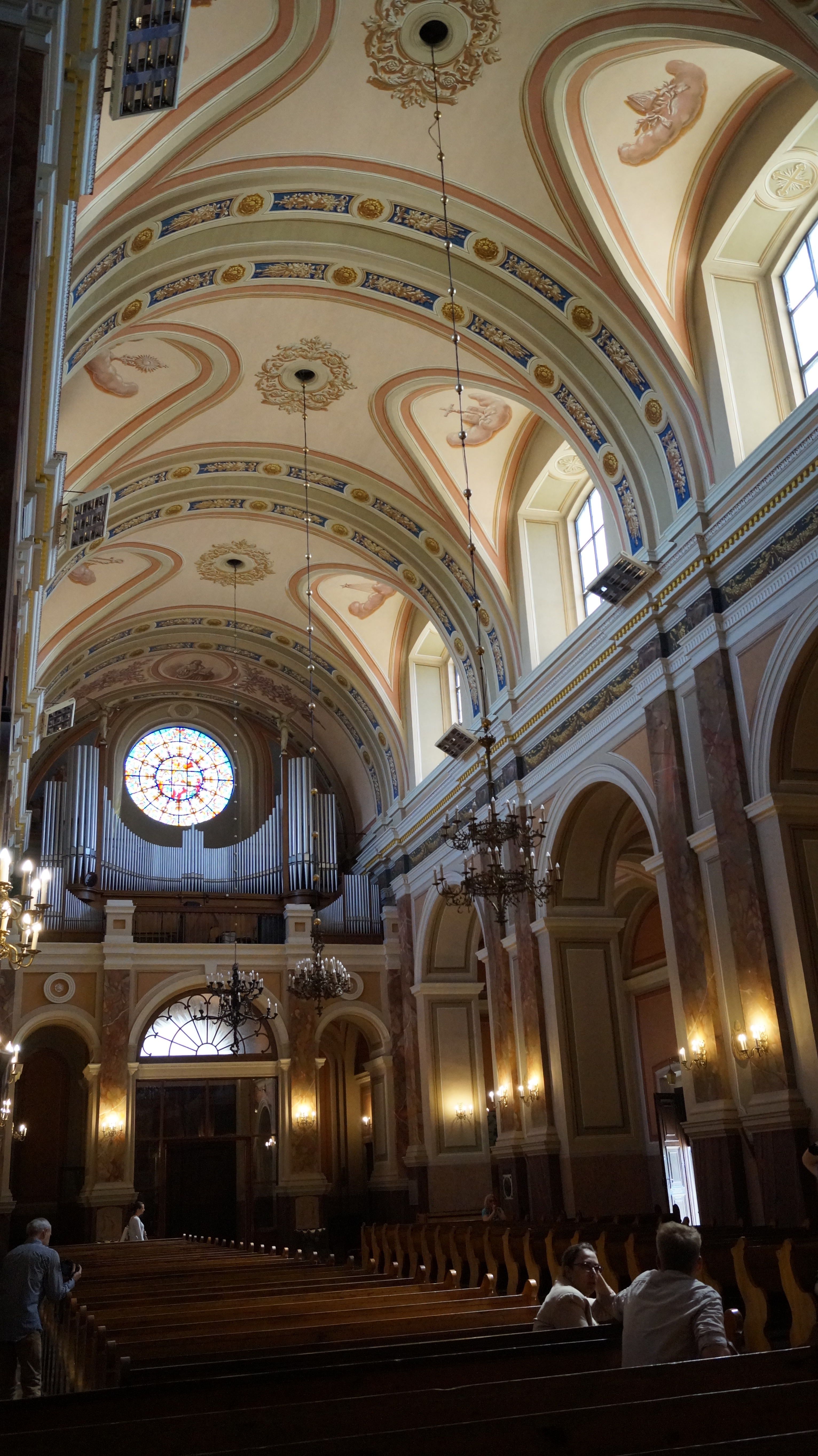
Wnętrze kościoła
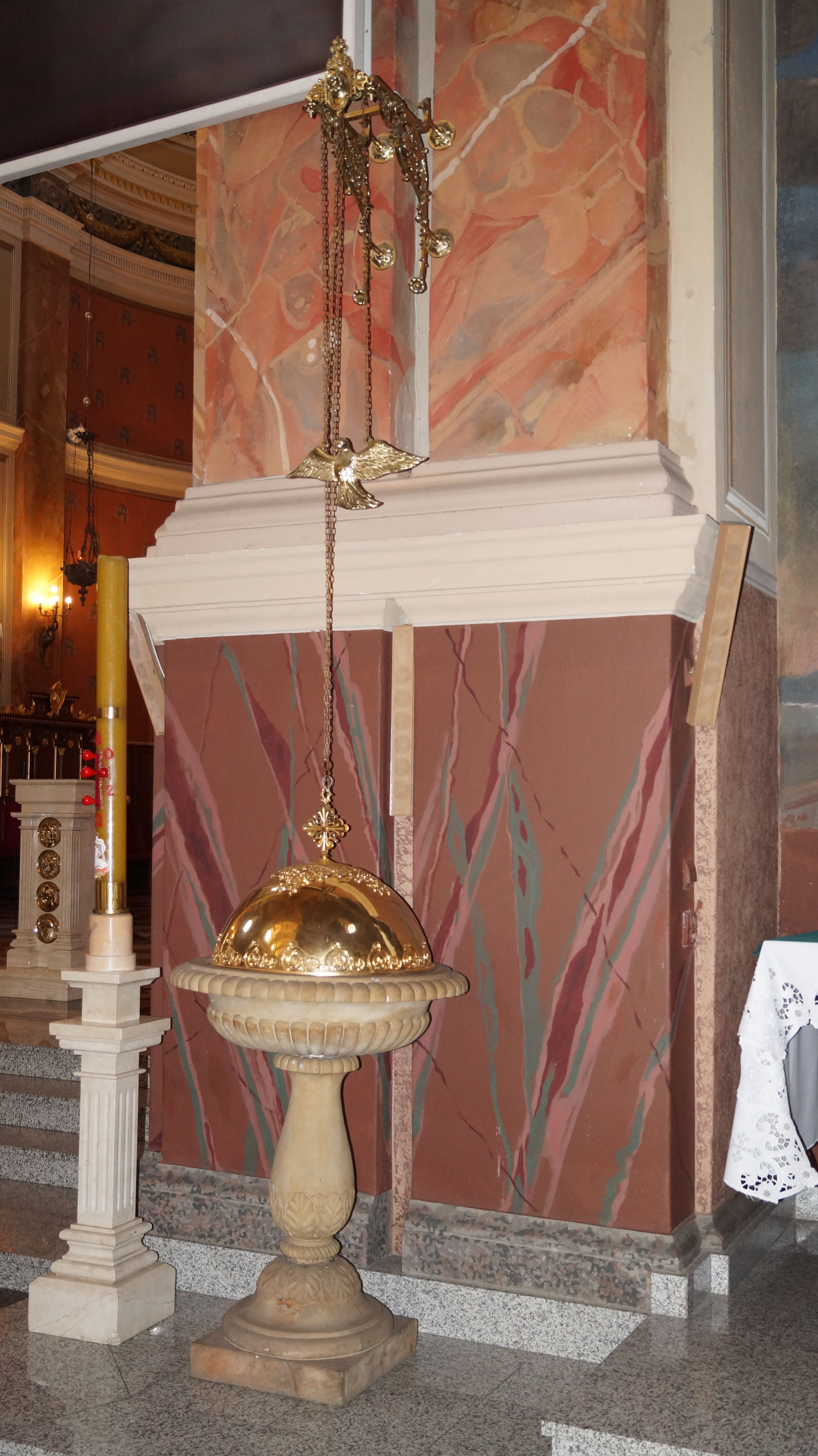
Chrzcielnica
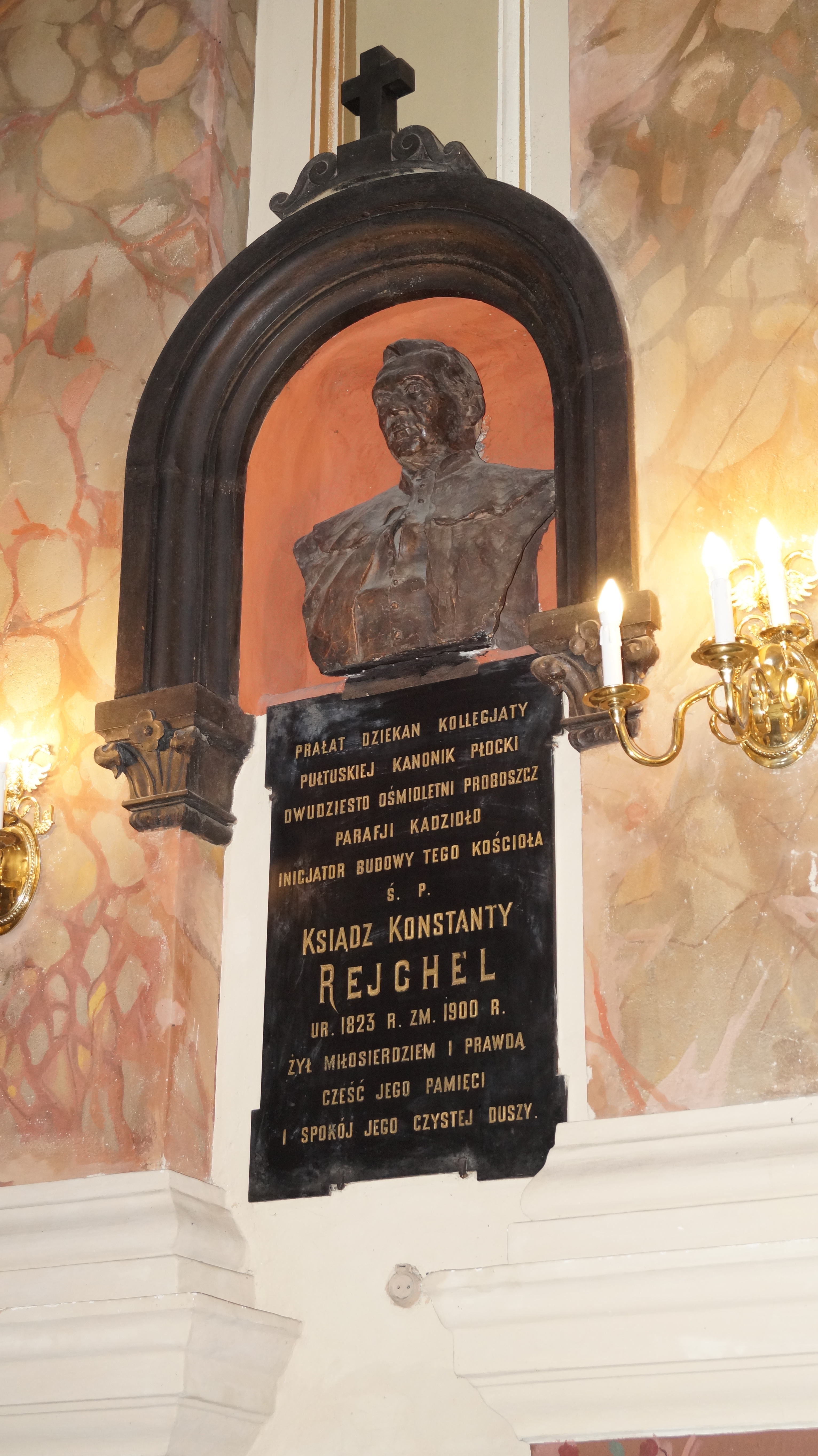
Płaskorzeźba ks. Konstantego Rejchla
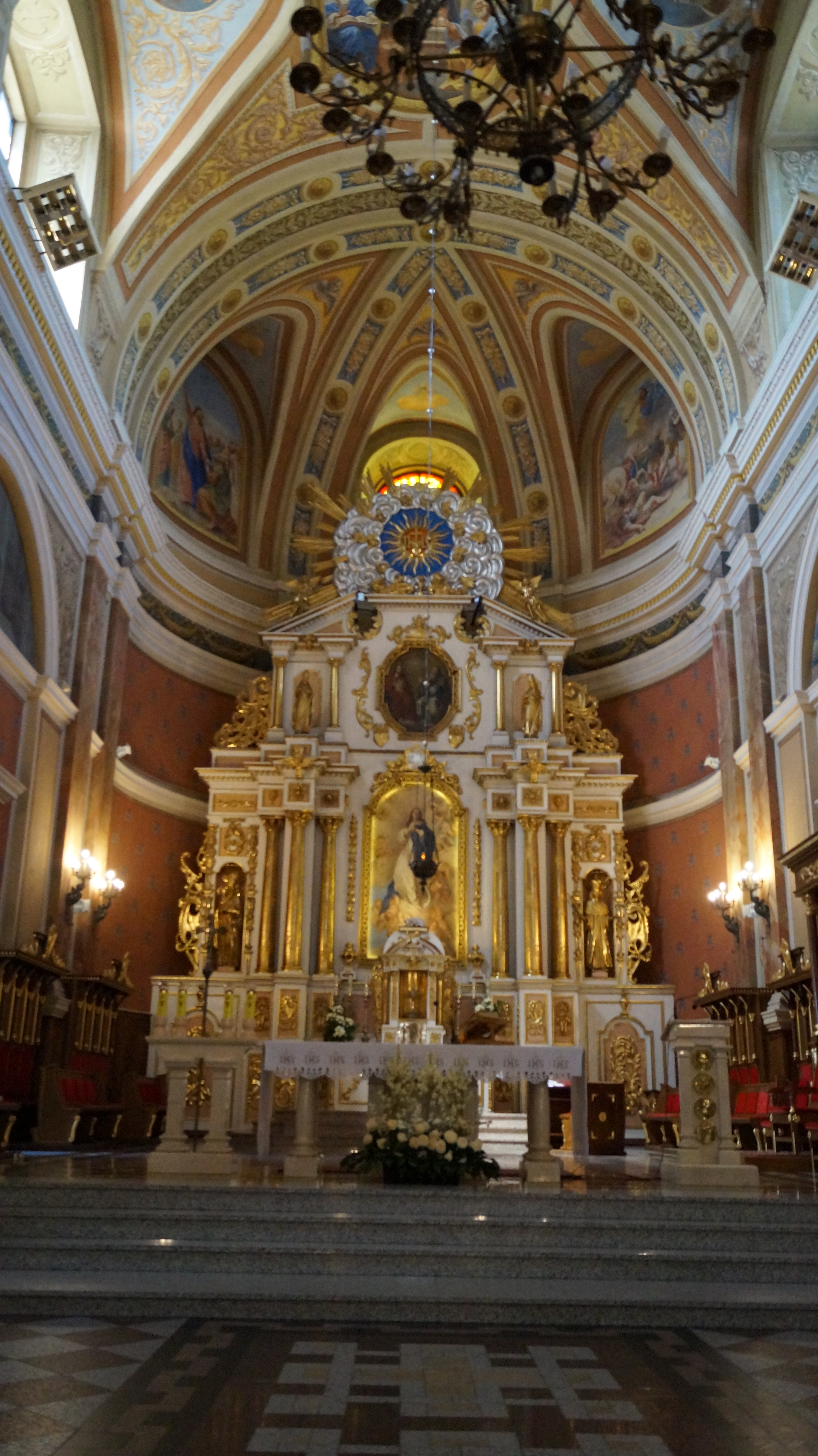
Ołtarz główny